# Воля к власти
«Воля к власти» (нем. Der Wille zur Macht) — название книги, состоящей из заметок Фридриха Ницше, собранных и отредактированных его сестрой Элизабет Фёрстер-Ницше и Петером Гастом (настоящее имя Йоганн Генрих Кёзелиц).
Собрание критиковалось за тенденциозный подбор заметок и фальсификации. Ницше планировал написать книгу с названием Воля к власти, о чём упоминается в конце произведения «К генеалогии морали», но позднее оставил этот замысел, в пользу книги Опыт переоценки всех ценностей, которую не успел завершить. Черновики книги послужили материалом для книг «Сумерки идолов» и «Антихрист» (обе написаны в 1888).
Воля к власти — выдающееся понятие в философии Ницше. Она описывает то, что Ницше считал главной движущей силой в людях — достижения, амбиции и стремление достичь максимально возможного положения в жизни. Это все проявления воли к власти; тем не менее, концепция никогда не была систематически определена в его работах, поэтому ее интерпретация открыта для обсуждения.
Альфред Адлер включил волю к власти в свою индивидуальную психологию. Это можно противопоставить другим венским школам психотерапии: принцип удовольствия Зигмунда Фрейда (воля к удовольствию) и логотерапия Виктора Франкла (воля к значению). Каждая из этих школ изучает различные движущие силы людей.